# خوليو بينيتيز
خوليو بينيتيز (بالإنجليزية: Julio Benitez)‏ هو لاعب كرة قدم أمريكي، ولد في 30 يوليو 2005 في ميسا في الولايات المتحدة.